# Invasion de l'Angleterre (1326)
Pour les articles homonymes, voir Invasion de l'Angleterre.
Batailles
L’invasion de l'Angleterre à l'automne 1326 est conduite par la reine Isabelle de France et son amant Roger Mortimer. Elle se solde par la déposition du roi Édouard II, l'épuration de son administration et l'avènement du jeune Édouard III.

## Contexte politique
En 1322, Édouard II d'Angleterre est un souverain impopulaire en Angleterre. En butte à l'opposition des barons depuis son avènement au trône en 1307, il ne cesse d'accorder ses faveurs à Hugues le Despenser, seigneur des marches galloises. À nouveau, les barons montrent leur désaccord avec la politique que suggère Hugues le Jeune et son père Hugues l'Ancien. Les barons ont profité des revers politiques de leur souverain pour lui imposer une série d'ordonnances en 1311 qui limitent son pouvoir. En 1321, Thomas de Lancastre et Roger Mortimer prennent les armes avec leurs alliés. Édouard doit exiler les Despenser en août mais il les rappelle avant Noël. Mortimer, isolé, capitule en janvier 1322 tandis que Lancastre, capturé à la bataille de Boroughbridge en mars 1322, est décapité sans procès. L'opposition est abattue, les ordonnances révoquées et les seigneurs et les prélats doivent endurer la loi royale.
Par ailleurs, la politique extérieure du roi est désastreuse. En 1324, la guerre éclate entre l'Angleterre et la France lorsque Édouard refuse de rendre l'hommage à son beau-frère Charles IV le Bel pour le duché de Guyenne. La Guyenne est envahie par les Français en deux mois. Les forces anglaises capitulent. Une trêve est signée. Édouard II doit négocier avec le roi de France. Il envoie son épouse Isabelle de France, qu'il délaisse et rejette à cause de son opposition avec les Despenser, négocier les termes d'un traité de paix avec le roi de France. Réjouie à l'idée de quitter la cour d'Angleterre, Isabelle débarque en France en mars 1325 : elle retrouve sa famille et son pays natal, et s'éloigne enfin des Despenser et de son époux, qu'elle abhorre désormais tous ensemble. Le 31 mai 1325, Isabelle consent à un traité de paix favorable à la France. Édouard, qui craint que les barons ne se rebellent en son absence, envoie en septembre 1325 son fils Édouard de Windsor à sa place rendre l'hommage au roi de France.

## Préparatifs de l'invasion

### Liaison de la reine Isabelle avec Roger Mortimer
À Paris, Isabelle entretient à partir de décembre 1325 une liaison, au vu et su de tous, avec Roger Mortimer, évadé de la tour de Londres le 1er août 1323. Tous deux échafaudent un débarquement sur les côtes du royaume. Édouard se prépare à ce débarquement mais est trahi par ses proches : son fils refuse de quitter sa mère, afin de partager son infortune et son malheur ; des seigneurs proches du roi tels son frère le comte de Kent ou son cousin de Richmond choisissent de se ranger du côté de Mortimer. 
Édouard II commence à envoyer de pressantes lettres au pape Jean XXII et à Charles IV, s’inquiétant de l’absence de sa femme, mais sans résultat. Il semble qu’Isabelle se soit assurée de la protection de son frère en lui révélant que si elle retournait en Angleterre, sa vie serait menacée à la fois par les Despenser et par le roi qui semble, dans un accès de rage, avoir juré de déchirer Isabelle entre ses dents s’il n’avait pas d’arme à côté de lui pour la tuer. En mars 1326, des rumeurs circulent encore disant qu’Isabelle pourrait regagner l’Angleterre et en mai, le pape tente une conciliation ; mais impliquant un éloignement des Despenser, Édouard refuse de l'envisager, jurant cependant de recevoir honorablement sa femme et son fils s'ils revenaient en Angleterre. Devant le refus persistant d’Isabelle, les Despenser parviennent à convaincre le roi de déclarer la reine et son fils hors-la-loi.

### Le soutien du Hainaut
Dans le même temps, Isabelle, de plus en plus proche des seigneurs anglais exilés qui ont formé un parti anti-Despenser et désespèrent de lever des fonds en vue d’un débarquement sur les côtes anglaises, commence à envisager le mariage de son fils avec Philippa de Hainaut. Isabelle, le prince Édouard et Mortimer quittent la cour de France dans l’été 1326, voyageant vers le Nord, vers la cour du comte Guillaume Ier de Hainaut où, en échange d’un dot conséquente, les fiançailles du jeune prince Édouard et de Philippa de Hainaut sont conclues. Isabelle utilise alors l’argent du comte, augmentée d’un don de Charles IV, pour lever à travers le Brabant une armée de mercenaires, qui rejoindra une petite armée du Hainaut commandée par Mortimer et le frère du comte de Hainaut, Jean de Beaumont. Guillaume fournit également quelques navires de guerre et de plus petits vaisseaux. Bien que désormais Édouard redoute une invasion, le secret reste bien gardé, et Isabelle persuade Guillaume de retenir les émissaires de son mari. Il semble également qu’Isabelle ait conclu un accord secret avec les Écossais pour la durée de la campagne à venir. Le 22 septembre, Isabelle, Mortimer et leurs modestes forces font voile vers l’Angleterre.

## Déroulement de l'invasion

### Le débarquement des rebelles

L'invasion de l'Angleterre à l'automne 1326. En vert, la progression de l'armée de la reine Isabelle. En rouge, la retraite d'Édouard II.

Ayant échappé à la flotte qu’Édouard avait envoyée pour les intercepter, Isabelle et Mortimer accostent à Orwell, à l’Est du pays, le 24 septembre. Les estimations concernant les forces d’Isabelle  varient de 200 à 2 000 hommes – 1 500 semblant être le plus probable. Isabelle fait rapidement route vers l’intérieur du pays, symboliquement revêtue de ses habits de veuve. L’argent collecté pour l’arrêter change bientôt de destinataire, et dès le jour suivant, Isabelle est à Bury St Edmunds ; peu après, elle s'empare de Cambridge. Sur sa route, elle est rejointe par nombre de barons, comtes (ou même habitants de Londres) : ainsi, son beau-frère Thomas de Brotherton, comte de Norfolk ; ou encore Henri Plantagenêt, comte de Leicester et nouveau comte de Lancastre (il est le frère cadet de feu le comte Thomas, et également oncle d’Isabelle).

### Marche sur Londres
Le 27, à Londres, la nouvelle de l’invasion est arrivée au roi et aux Despenser. Édouard envoie des ordres aux shérifs locaux afin qu’ils se mobilisent contre Isabelle et Mortimer, mais Londres elle-même devient dangereuse, en raison de troubles locaux, et Édouard commence à envisager la fuite. Isabelle frappe à nouveau, à l’Ouest, et atteint Oxford le 2 octobre, où elle est accueillie en « salvatrice » – et Adam Orleton, évêque de Hereford, soutien d’Isabelle, sort de sa cachette pour donner une conférence à l’Université sur les méfaits des Despenser. Le même jour, Édouard quitte Londres en direction du pays de Galles. Isabelle et Mortimer sont maintenant alliés effectifs du parti Lancastre, entraînant le ralliement de tous les opposants au roi.
Isabelle marche maintenant vers le sud, en direction de Londres. Elle marque une pause en dehors de la cité, à Dunstable, le 7 octobre. Londres est alors en proie à la foule, bien que globalement favorable à la reine. L’évêque Walter de Stapledon, Lord Trésorier d’Édouard, ne sait pas prendre la mesure de la haine qu’inspire désormais le pouvoir royal et tente une intervention armée afin de protéger ses possessions contre les fauteurs de trouble ; détesté, il est rapidement attaqué à son tour, pris et massacré le 15 octobre – sa tête est plus tard envoyée à Isabelle par ses soutiens sur place.

### Fuite et capture d'Édouard II

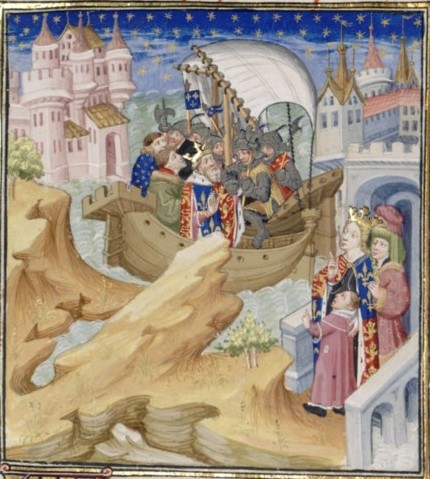
L'arrestation d'Édouard

Pendant ce temps, Édouard a atteint Gloucester le 9, dans l’espoir de lever des troupes, tâche impossible tant il apparaît clairement que la population du pays voit désormais en Isabelle la seule capable de sauver le royaume. Au contraire d’Isabelle qui semble se plaire dans l’action, Édouard est incapable de prendre des décisions dans ces moments cruciaux, et envoie des lettres pathétiques au pape et au roi de France, demandant leur aide ou leur médiation. Quant à Isabelle, elle marche rapidement vers l’Ouest, atteint Gloucester une semaine après Édouard qui a trouvé refuge à Bristol. Là, le mieux qu’Édouard parvienne à faire est d’offrir une récompense de 1 000 £ pour la tête de Mortimer. Isabelle répond en offrant 2 000 pour celle de Despenser, qui s'enfuit à nouveau avec le roi devant l’avancée de la reine.
Hugues le Despenser l’Ancien continue à tenir Bristol face à Isabelle et Mortimer, qui mettent le siège du 18 au 26 octobre. Sa force militaire assurée, Isabelle proclame son fils Édouard gardien du royaume, le 26 octobre. Hugues l'Ancien pris, Édouard et Hugues le Jeune, acculés et désertés par la Cour, tentent de faire voile vers Lundy, une petite île au large du Devon ; mais les vents contraires les obligent après plusieurs jours à revenir en pays de Galles. Bristol sécurisée, Isabelle déplace sa base d’opération vers la ville frontière de Hereford, d’où elle commande à Henri de Lancastre de trouver et d’arrêter son époux. Lancastre avance en Galles et assiège Cardiff. Après une nuit passée à tenter d’échapper aux forces de Lancastre dans la Galles du Sud, Édouard et Hugues sont finalement rattrapés et arrêtés près de Llantrisant, le 16 novembre.

## Changement de régime

### Épuration de l'administration d'Édouard II

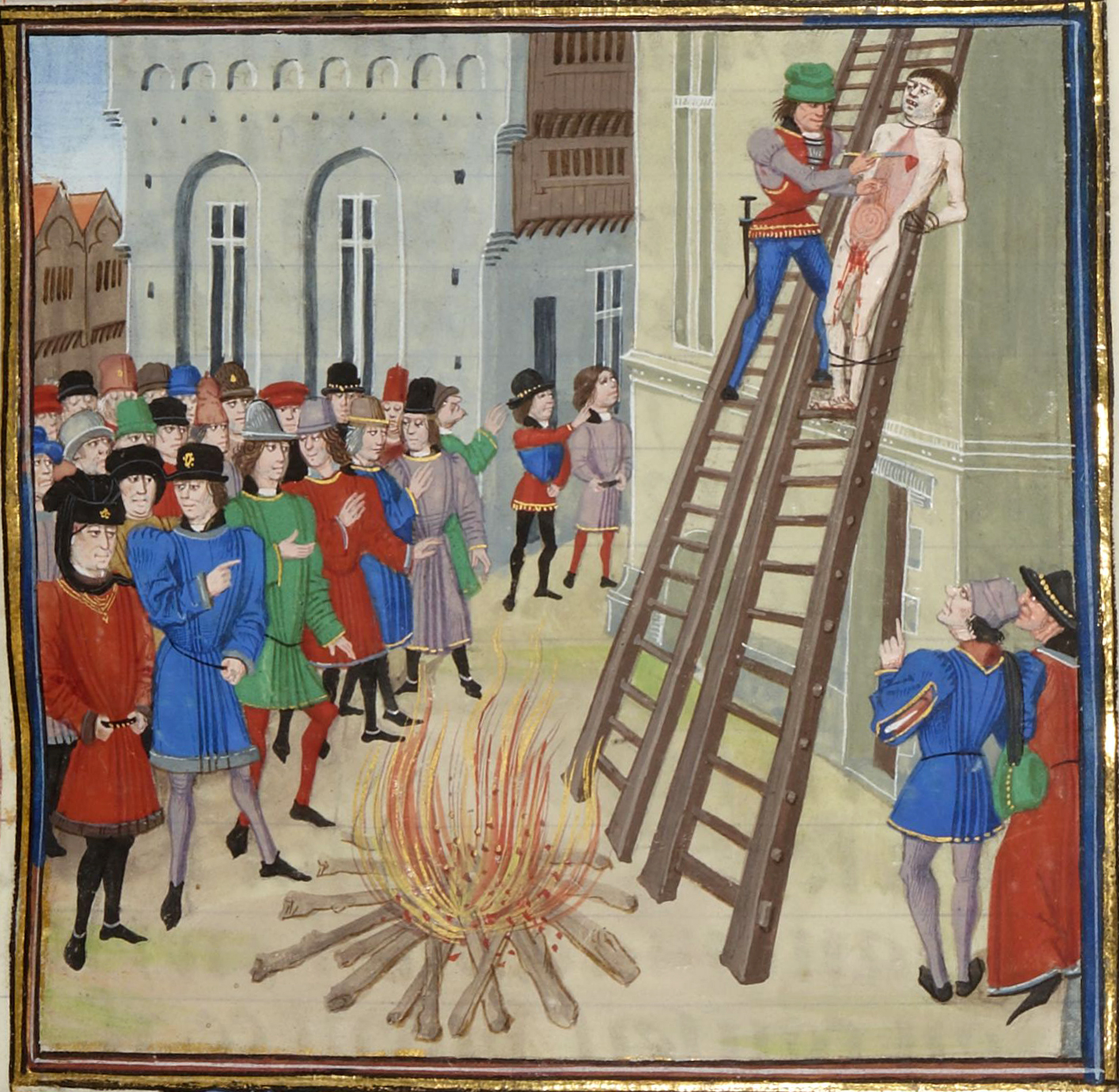
Supplice de Hugues le Despenser le Jeune, d'après un manuscrit de Jean Froissart.

L'épuration commence immédiatement. En dépit d'une tentative d’Isabelle pour le protéger, Hugues le Despenser l'Ancien est rapidement exécuté par ses ennemis, son corps dépecé et jeté aux chiens. Ce qui reste de l'entourage du roi est amené auprès d'Isabelle. Edmond FitzAlan, comte d'Arundel, l'un des piliers de l’ancien gouvernement et qui a reçu de nombreuses terres confisquées à Mortimer en 1322, est exécuté le 17 novembre. Hugues le Despenser le Jeune est condamné à l’être brutalement le 24 du même mois. Une immense foule se rassemble afin d’assister à ses derniers instants. On le fait tomber de son cheval, on lui arrache ses vêtements, on lui gribouille des versets bibliques sur le corps dénonçant la corruption et l’arrogance. Puis on le traîne vers la cité, où il est présenté à Isabelle, Mortimer et le parti Lancastre. Il est condamné à être pendu en tant que voleur, à être châtré et écartelé comme traître, ses membres dispersés à travers l’Angleterre. Simon de Reading, l’un des soutiens des Despenser, est pendu à ses côtés, sous l’accusation d’insultes à la reine. Une fois débarrassés du cœur du régime, Isabelle et Mortimer fléchissent leurs rigueurs : la petite noblesse est pardonnée, et les clercs au centre du gouvernement renversé, pour la plupart nommés par Stapledon, confirmés dans leurs charges.

### La déposition d'Édouard II
L'emprisonnement du roi pose à Isabelle et à Mortimer le difficile problème de son avenir. Jamais aucun souverain Plantagenêt n'avait posé ce problème tant juridique que politique : la solution envisagée créerait un précédent. La majorité des seigneurs considérant qu'Édouard a échoué dans ses devoirs de souverain, il est décidé de l'écarter du trône et de l'emprisonner pour le reste de sa vie. Cependant, le pouvoir légal continue à résider en la personne du roi, même emprisonné. Et même si Isabelle se fait remettre le Grand sceau, dont elle use pour gouverner au nom du roi son époux et du prince héritier, ses actes restent juridiquement illégaux et peuvent à tout moment être remis en cause.
Dans ces circonstances, le Parlement choisit d'agir comme autorité supérieure au roi. Les membres du Parlement se rendent à la maison des corporations, où ils font serment de protéger la reine et le prince Édouard de Windsor, et de déposer le roi. Mortimer convoque la même nuit les hauts seigneurs pour une rencontre secrète, durant laquelle ces derniers apportent leur soutien unanime à la déposition du roi. Déjà, le 13 janvier, Édouard doit remettre sa couronne et son sceptre aux envoyés du Parlement. Le 20 janvier 1327, au château de Kenilworth, Édouard II est informé de sa déposition. Il se voit alors offrir un choix : soit abdiquer au profit de son fils, soit refuser et prendre alors le risque que le trône soit proposé à quelqu'un d'expérience qui ne sera pas de sang Plantagenêt — probablement Roger Mortimer. Le roi accepte d'abdiquer en faveur de son fils. Les seigneurs, à travers la personne de William Trussell, viennent alors reprendre leurs hommages, et le règne d'Édouard II s'achève aussitôt. L'abdication est annoncée et enregistrée à Londres le 24 janvier 1327. Le jour suivant est proclamé le premier du règne d'Édouard III – qui, à 14 ans, est encore sous la coupe de sa mère Isabelle et de Mortimer.

## Conséquences
Après son abdication, Édouard II demeure emprisonné. L'autorité d'Isabelle et de Mortimer est si fragile qu'ils n'osent pas remettre le roi déchu entre les mains de leurs ennemis politiques. Le 3 avril 1327, Édouard est extrait du château de Kenilworth et placé sous la garde de sbires de Mortimer. Ils emmènent Édouard au château de Berkeley et l'y détiennent. Il est possible que ses geôliers le déplacent par la suite d'un château à l'autre afin de rendre les éventuelles tentatives de délivrance plus difficiles. Le 23 septembre 1327, le roi Édouard III est informé que son père a trépassé deux jours auparavant. Pour beaucoup, il est évident que le roi déchu a été assassiné sur ordre des régents. 
Après l'annonce publique du décès d'Édouard II, le règne d'Isabelle et de Mortimer ne dure guère. Mortimer perd petit à petit ses soutiens. Le 19 mars 1330, le comte de Kent est exécuté pour avoir fomenté une prétendue restauration d'Édouard II. Toutefois, l'exécution du comte sur ordre de Mortimer prive le jeune Édouard III de son dernier appui. Par conséquent, le 29 novembre 1330, Édouard III fait exécuter Mortimer, accusé d'usurper l'autorité royale. Il s'assure de plus que sa mère se retire de la vie publique en l'isolant au château de Castle Rising.